# Frédéric Swarts
Frédéric Jean Théodore Edmond Swarts (Elsene, 2 september 1866 – Gent, 6 september 1940) was een Belgische scheikundige, hoogleraar en uitvinder. Hij synthetiseerde als eerste dichloordifluormethaan (Freon-12) en maakte nog meerdere andere gerelateerde fluorverbindingen, zoals vinylfluoride. De Swartsreactie is naar hem genoemd.

## Biografie
Frédéric Swarts werd geboren in Elsene als zoon van Théodore François Hubert Swarts (1839-1911) en Céline Nina Julie Wilhelmine Platteau. Zijn vader was professor scheikunde aan de militaire school van de Universiteit Gent, als opvolger van Friedrich Kekulé.
Frédéric Swarts doorliep zijn middelbaar aan het Koninklijk Atheneum in Gent. Vervolgens volgde hij vanaf 1883 een opleiding natuurwetenschappen aan de Universiteit Gent, alwaar hij in juli 1889 het doctoraatsdiploma succesvol afrondde. Vervolgens behaalde hij in augustus 1891 een doctoraat in de geneeskunde. Vanaf 1901 was hij professor aan de faculteit ingenieurswetenschappen van de Universiteit Gent, belast met de cursus algemene scheikunde.
Op 1 januari 1912 werd Swarts benoemd tot Ridder in de Leopoldsorde. In 1937 was hij voorzitter van de achtste Solvayconferentie.
Als aanvulling op zijn werk schreef Frédéric Swarts het boek Cours de Chimie Organique. Hij werkte ook samen met zijn schoonbroer Leo Baekeland. Baekeland was namelijk gehuwd met Céline Swarts (1868-1957), de zus van Frédéric.